# Dr Vis-à-vis
Célestin Kady à l’état-civil, « Vieux Ménékré », ou encore « Dr Vis-à-vis », est un artiste musicien  ivoirien, né le 01 janvier 1906 à Menekré dans le département de Gagnoa et révélé à la Côte d’Ivoire, en 2004, par  l’émission satirique Du coq à l’âne », de l’animateur et humoriste John Zahibo Jay.
Personnage haut en couleur, Vieux « Ménékré » - du nom de son village, situé dans le sud-ouest ivoirien -  est apparu sous les feux de la rampe en tant que naturothérapeute.
De  son bref  passage sur la scène musicale ivoirienne, il laisse l’image d’un septuagénaire à la truculence atypique, alliant apparente insouciance et quête d’aphorisme. 
Dr Vis-à-vis est célèbre pour avoir énoncé, dans une langue toute personnelle, la maxime suivante : « Personne ne connait le jour de son jour ».